# هانا هوكسترا
هانا هوكسترا (بالهولندية: Hannah Hoekstra)‏ (ولدت في 10 فبراير 1987) ممثلة هولندية شاركت في فيلم الدرامي الهولندي الغضب. والفيلم الألماني الهولندي APP.

## روابط خارجية
- هانا هوكسترا على موقع IMDb (الإنجليزية)
- هانا هوكسترا على موقع قاعدة بيانات الفيلم (الإنجليزية)